# Анхель Родрігес Діас
Анхель Родрігес Діас (ісп. Ángel Rodríguez Díaz, нар. 26 квітня 1987, Санта-Крус-де-Тенерифе) — іспанський футболіст, нападник клубу «Тенерифе».

## Клубна кар'єра
Народився 26 квітня 1987 року в місті Санта-Крус-де-Тенерифе. Вихованець футбольної школи місцевого «Тенерифе».
У дорослому футболі дебютував 2005 року виступами за команду «Тенерифе Б», тоді ж дебютував в іграх основної команди рідного клубу. Згодом протягом 2007–2008 років на правах оренди грав за «Реал Мадрид Кастілья» і «Осасуну Б», після чого ще на два сезони повернувся до «Тенерифе».
Згодом грав за «Ельче», «Леванте», «Ейбар» і «Реал Сарагоса».
2017 року приєднався до «Хетафе». У першому ж сезоні забив 13 голів, допомігши своїй команді фінішувати 8-ю у найвищому дивізіоні.
У липні 2021 року як вільний агент підписав дворічний контракт з «Мальоркою».

## Виступи за збірну
2006 року провів одну гру у складі юнацької збірної Іспанії (U-19).